# Grupa Apolla
Grupa Apolla – grupa planetoid bliskich Ziemi, krążących po orbitach przecinających nie tylko orbitę Ziemi, ale także Wenus, a czasami nawet Merkurego. Przedstawicielami tej kategorii planetoid są np. (1566) Ikar czy (4179) Toutatis. Cała grupa wzięła nazwę od planetoidy (1862) Apollo.
Według stanu na 13 marca 2025 roku znanych było 21 496 planetoid należących do tej grupy, z czego 1744 miały nadane numery, a 80 było nazwane.

## Wybrane planetoidy z grupy Apolla
| Nazwa                    | Rok odkrycia | Odkrywca/Odkrywcy                                                            |
| ------------------------ | ------------ | ---------------------------------------------------------------------------- |
| (1566) Ikar              | 1949         | Walter Baade                                                                 |
| (1620) Geographos        | 1951         | Albert George Wilson, Rudolph Minkowski                                      |
| (1685) Toro              | 1948         | Carl A. Wirtanen                                                             |
| (1862) Apollo            | 1932         | Karl W. Reinmuth                                                             |
| (1863) Antinous          | 1948         | Carl A. Wirtanen                                                             |
| (1864) Daedalus          | 1971         | Tom Gehrels                                                                  |
| (1865) Cerberus          | 1971         | Luboš Kohoutek                                                               |
| (1866) Sisyphus          | 1972         | Paul Wild                                                                    |
| (1981) Midas             | 1973         | Charles Kowal                                                                |
| (2063) Bacchus           | 1977         | Charles Kowal                                                                |
| (2101) Adonis            | 1936         | Eugène Joseph Delporte                                                       |
| (2102) Tantalus          | 1975         | Charles Kowal                                                                |
| (2135) Aristaeus         | 1977         | Eleanor Helin, Schelte Bus                                                   |
| (2201) Oljato            | 1947         | Henry L. Giclas                                                              |
| (2212) Hephaistos        | 1978         | Ludmiła Czernych                                                             |
| (2329) Orthos            | 1976         | Hans-Emil Schuster                                                           |
| (3103) Eger              | 1982         | Miklos Lovas                                                                 |
| (3200) Phaethon          | 1983         | Simon F. Green, John K. Davies/IRAS                                          |
| (3360) Syrinks           | 1981         | Eleanor Helin, Roy Scott Dunbar                                              |
| (3361) Orpheus           | 1982         | Carlos Torres                                                                |
| (3671) Dionysus          | 1984         | Carolyn Shoemaker, Eugene Shoemaker                                          |
| (3752) Camillo           | 1985         | Eleanor Helin, Maria Barucci                                                 |
| (3838) Epona             | 1986         | Alain Maury                                                                  |
| (4015) Wilson-Harrington | 1979         | Eleanor Helin                                                                |
| (4034) Vishnu            | 1986         | Eleanor Helin                                                                |
| (4179) Toutatis          | 1989         | Christian Pollas                                                             |
| (4183) Cuno              | 1959         | Cuno Hoffmeister                                                             |
| (4197) Morpheus          | 1982         | Eleanor Helin, Eugene Shoemaker                                              |
| (4257) Ubasti            | 1987         | Jean Mueller                                                                 |
| (4341) Poseidon          | 1987         | Carolyn Shoemaker                                                            |
| (4450) Pan               | 1987         | Carolyn Shoemaker, Eugene Shoemaker                                          |
| (4486) Mithra            | 1987         | Eric Elst, Władimir Szkodrow                                                 |
| (4544) Xanthus           | 1989         | Henry Holt, Norman G. Thomas                                                 |
| (4581) Asclepius         | 1989         | Henry Holt, Norman G. Thomas                                                 |
| (4660) Nereus            | 1982         | Eleanor Helin                                                                |
| (4769) Castalia          | 1989         | Eleanor Helin                                                                |
| (5011) Ptah              | 1960         | Cornelis van Houten, Tom Gehrels                                             |
| (5143) Heracles          | 1991         | Carolyn Shoemaker                                                            |
| (5731) Zeus              | 1988         | Carolyn Shoemaker                                                            |
| (5786) Talos             | 1991         | Robert McNaught                                                              |
| (6063) Jason             | 1984         | Carolyn Shoemaker, Eugene Shoemaker                                          |
| (6239) Minos             | 1989         | Carolyn Shoemaker, Eugene Shoemaker                                          |
| (6489) Golevka           | 1991         | Eleanor Helin                                                                |
| (7092) Cadmus            | 1992         | Carolyn Shoemaker                                                            |
| (9162) Kwiila            | 1987         | Jean Mueller                                                                 |
| (10563) Izhdubar         | 1993         | Carolyn Shoemaker, Eugene Shoemaker                                          |
| (11066) Sigurd           | 1992         | Carolyn Shoemaker, Eugene Shoemaker                                          |
| (11311) Peleus           | 1993         | Carolyn Shoemaker, Eugene Shoemaker                                          |
| (11500) Tomaiyowit       | 1989         | Jean Mueller, J. D. Mendenhall                                               |
| (12711) Tukmit           | 1991         | Jean Mueller                                                                 |
| (12923) Zephyr           | 1999         | LONEOS                                                                       |
| (14827) Hypnos           | 1986         | Carolyn Shoemaker, Eugene Shoemaker                                          |
| (24761) Ahau             | 1993         | Carolyn Shoemaker, Eugene Shoemaker                                          |
| (25143) Itokawa          | 1998         | LINEAR                                                                       |
| (29075) 1950 DA          | 1950         | Carl Wirtanen                                                                |
| (37655) Illapa           | 1994         | Carolyn Shoemaker, Eugene Shoemaker                                          |
| (38086) Beowulf          | 1999         | LONEOS                                                                       |
| (35396) 1997 XF11        | 1997         | Spacewatch                                                                   |
| (53319) 1999 JM8         | 1999         | LINEAR                                                                       |
| (54509) YORP             | 2000         | LINEAR                                                                       |
| (65803) Didymos          | 1996         | Spacewatch                                                                   |
| (69230) Hermes           | 1937         | Karl W. Reinmuth                                                             |
| (85585) Mjolnir          | 1998         | Roy Tucker                                                                   |
| (101955) Bennu           | 1999         | LINEAR                                                                       |
| (137052) Tjelvar         | 1998         | Claes-Ingvar Lagerkvist                                                      |
| (161989) Cacus           | 1978         | Hans-Emil Schuster                                                           |
| (162173) Ryugu           | 1999         | LINEAR                                                                       |
| (179806) 2002 TD66       | 2002         | LINEAR                                                                       |
| (217628) Lugh            | 1990         | Antonín Mrkos                                                                |
| (292220) 2006 SU49       | 2006         | Spacewatch                                                                   |
| (306367) Nut             | 1960         | Cornelis Johannes van Houten, Ingrid van Houten-Groeneveld, Tom Gehrels      |
| (314082) Dryope          | 1960         | Eric W. Elst, Henri Debehogne                                                |
| (332446) 2008 AF4        | 2008         | LINEAR                                                                       |
| (361861) 2008 ED69       | 2008         | CSS                                                                          |
| (367789) 2011 AG5        | 2011         | NEA                                                                          |
| (433953) 1997 XR2        | 1997         | LINEAR                                                                       |
| 1998 KY26                | 1998         | Spacewatch                                                                   |
| 2000 SG344               | 2000         | David Tholen, Robert J. Whiteley                                             |
| (612901) 2004 XP14       | 2004         | LINEAR                                                                       |
| 2004 ST26                | 2004         | Spacewatch                                                                   |
| 2006 DD1                 | 2006         | Richard E. Hill, Edward C. Beshore, Eric J. Christensen, Gordon John Garradd |
| 2007 TU24                | 2007         | Catalina Sky Survey                                                          |
| 2007 VK184               | 2007         | Catalina Sky Survey                                                          |
| 2007 WD5                 | 2007         | Andrea Boattini/CSS                                                          |
| (613913) 2007 XB10       | 2007         | Spacewatch                                                                   |
| 2008 TC3                 | 2008         | CSS, pierwsza planetoida odkryta przed uderzeniem w Ziemię                   |
| 2009 DD45                | 2009         | Siding Spring Survey                                                         |
| (529366) 2009 WM1        | 2009         | Catalina Sky Survey                                                          |
| 2018 AH                  | 2018         | ATLAS                                                                        |